# خورشیدگرفتگی ۳ سپتامبر ۲۰۶۲
خورشیدگرفتگی ۳ سپتامبر ۲۰۶۲ (به انگلیسی: Solar eclipse of September 3, 2062) یک خورشیدگرفتگی از نوع خورشیدگرفتگی جزئی است. این خورشیدگرفتگی در تاریخ ۳ سپتامبر ۲۰۶۲ میلادی (‎۱۳ شهریور ۱۴۴۱ خورشیدی) روی خواهد داد که زمان اوج آن، ساعت ۸:۵۴:۲۷ به‌وقت ساعت هماهنگ جهانی است.